# Stone Foundation
Stone Foundation es una banda británica, de Midlands, liderada por Neil Jones y Neil Sheasby. Su estilo es un legado de la subcultura del Northern Soul, mezclando estilos como el funk, el soul y el rhythm and blues. La banda mantiene actualmente una estrecha relación y colaboración con Paul Weller.

## Historia
Se fundó a principios de los 90. Neil Sheasby, el bajista, y Neil Jones, vocalista, que estaban en otros grupos de música, se conocieron cuando ambos compartieron escenario en un mismo concierto. Días después, quedaron y se pusieron a componer con diferentes estilos y sonidos creando algo propio.
En una primera fase grabaron: Happiness Was Here (2003), In Our Time (2005), Small Town Soul (2008), Away From The Grain (2010). En 2015 produjeron A Life Unlimited. Su éxito llamó la atención de Paul Weller, que produjo y tocó en el álbum Street Rituals de 2017.
En el puesto 25 (Reino Unido), Street Rituals fue descrito como el "álbum de soul del año" por la revista Blues & Soul. El disco también produjo dos sencillos de 7″ que se ubicaron en el puesto número 1 en la lista de sencillos de vinilo.
Desde 2018 han grabado Everybody, Anyone, (2018) Is Love Enough (2020) y Outside Looking In (2022).
La banda ha girado por Reino Unido, Alemania, Irlanda, Francia, Alemania, Italia, España, Países Bajos, Japón y República checa entre otros.

## Colaboraciones
Entre los artistas con los que han colaborado destacan Paul Weller, Kathryn Williams, Hamish Stuart, Durand Jones, Laville, Peter Capaldi, Melba Moore, Mick Talbot, Steve White , William Bell, Bettye LaVette, Nolan Porter, Andy Fairweather Low ( Amen Corner), Eddie Philips ( The Creation), Steve Ellis (The Love Affair), Graham Parker, Pete Williams (Dexy’s Midnight Runners) y muchos más. 
También encontramos remixes de Dennis Bovell, Leo Zero y Opolopo.

## Miembros
- Neil Jones (voz, guitarra)
- Neil Sheasby (bajo)
- Ian Arnold (teclados)
- Philip Ford (batería)
- Rob Newton (percusión)
- Steve Trigg (trompeta)
- Dave Boraston (trompeta)
- Anthony Gaylard (saxofón)

## Discografía

#### Álbumes de estudio
- 2003: Happiness Was Here
- 2005: In Our Time
- 2008: Small Town Soul
- 2010: Away From The Grain
- 2014: To Find The Spirit
- 2015: A Life Unlimited
- 2016: Street Rituals
- 2018: Everybody, Anyone
- 2020: Is Love Enough
- 2022: Outside Looking In

#### Álbumes en vivo
- 2013: Live at the 100 Club con Nolan Porter
- 2017: Live Rituals

#### Recopilatorios
- 2011: The three shades of